# Себастиан Вия
Себастиан Вия Кано (на испански: Sebastián Villa; роден на 19 май 1996 г.) е колумбийски футболист, който играе за Индепендиенте.

## Клубна Кариера
Вия започва кариерата си в родния си клуб „Депортес Толима“, с който печели Колумбийската първа лига през 2018 г., преди да се присъедини към „Бока Хуниорс“ през лятото на същата година.
Вия дебютира в аржентинската Примера дивисион на 12 август 2018 г. срещу „Талерес де Кордоба“. Той вкарва първия си гол за „Бока“ едва в четвъртото си участие, победа с 3:0 у дома срещу „Клуб Атлетико Велес Сарсфийлд“ на 3 септември 2018 г. На 7 март 2021 г. Вия вкарва два гола при победата със 7:1 над „Велес Сарсфийлд“.
Скоро след елиминирането на „Бока“ от 16-финалите на „Копа Либертадорес“ през юли 2021 г. Вия се опитва да напусне клуба, спира да се появява на тренировки в края на юли и заминава за Колумбия същия месец. „Бока“ получава оферти от „Бенфика“ и „Клуб Брюж“ през лятото, като всички са отхвърлени. В крайна сметка Вия е убеден от Хуан Роман Рикелме да остане в клуба и той се връща в Буенос Айрес в края на август. Вия подновява тренировките през следващата седмица и публично се извинява. Той получава и санкция от петнадесет дни извън терена без заплащане, която трябва да приключи в началото на октомври. Въпреки това Вия не играе отново до 29 октомври, но играе с резервния отбор, където вкара гол.
През юни 2023 г., малко след като Вия получава условна присъда, той излита за Колумбия, но „Бока“ настоява той да продължи да тренира, въпреки че не може да играе никакви мачове.
През ноември 2023 г. е обявен трансфер за българското първенство – Себастиан Вия е трансфериран в „Берое“.
Той дебютира чак на 17 февруари 2024 г. срещу „Славия“, като е картотекиран малко преди мача. Вия вкарва първия си гол за „Берое“ в четвъртия си мач отново срещу водещите в класирането „Черно море“. Той открива резултата от дузпа, която води към победа от страна на „Берое“ с 2:0 в Стара Загора. През март 2024 г. Вия е обявен за най-скъпия футболист в първенството, побеждавайки играчи от „Лудогорец“, ЦСКА и „Левски“.

## Национална кариера
Вия е повикан за Колумбийския национален отбор на 29 август 2018 г. Прави дебюта си срещу Венецуела на 8 септември 2018 г. Играе още три мача за националния си отбор.

## Юридически проблеми
В края на април 2020 г. e подадена жалба от приятелката на играча Даниела Кортес, която го обвинява във физическо и психологическо насилие, което тя потвърждава чрез снимки. През юни 2023 г. Вия е признат за виновен в тежко нападение и принудително поведение. Осъден е условно на две години, а „Бока“ обявява, че повече няма да бъде част от дейността на клуба.

## Признания
Deportes Tolima
- Copa Colombia: 2014
- Primera A: 2018 Apertura

Boca Juniors
- Primera División: 2019 – 2020, 2022
- Copa Argentina: 2019 – 2020
- Copa de la Liga Profesional: 2020, 2022
- Supercopa Argentina: 2018, 2022